# Шернельд, Густав Нильс Алгернон
Густав Нильс Алгернон Шернельд (швед. Gustaf Algernon Stierneld; 12 июля 1791, Стокгольм — 14 ноября 1868, Стокгольм) — шведский барон, государственный и политический деятель, дипломат, министр иностранных дел Швеции (1838—1842 и 1848—1856).

## Биография
Образование получил в университетах Киля , Эдинбурга , Уппсалы. Во время Освободительной войны в Германии в 1813 году и французской кампании 1814 года служил при штабе наследного принца Карла (Бернадота) и участвовал в переговорах в Трахенберге (ныне Жмигруд, Польша) и Франкфурте, присутствовал на мирном конгрессе в Киле, результатом которого стал Кильский договор 1814 г., по которому Дания уступила Норвегию Швеции.
С 1814 года служил поверенным в делах Швеции в Гааге, а с 1818 по 1828 год был шведским послом в Лондоне.
В 1838—1842 и 1848—1856 годах занимал пост Министра иностранных дел Швеции.